# Walter Bechstein (Schauspieler)
Walter Bechstein (* 28. April 1918 in Mittelsaida; † 21. Januar 1983 in Leipzig) war ein deutscher Schauspieler.

## Leben und Wirken
Walter Bechstein hatte in den Jahren 1943/44 privaten Schauspielunterricht bei Annette Roland in Hamburg, von 1945 bis 1947 dann bei Hans Finohr und Eduard Plate. Nach seinem Debüt am Kreistheater Glauchau spielte Bechstein am Theater Junge Generation in Dresden sowie an den Stadttheatern in Eisenach und Rudolstadt. Ab 1960 war er an den Städtischen Bühnen Magdeburg engagiert, verkörperte dort unter anderem den Sekretär Wurm in Friedrich Schillers Kabale und Liebe oder den Junker Bleichenwang in der Shakespeare-Komödie Was ihr wollt.
Vor der Kamera übernahm Bechstein ab Mitte der 1950er-Jahre überwiegend Nebenrollen in verschiedenen DEFA-Produktionen, wie etwa in der Märchenverfilmung Sechse kommen durch die Welt oder der Literaturverfilmung Das Licht auf dem Galgen.

## Filmografie (Auswahl)
- 1954: Stärker als die Nacht
- 1966: Der Neffe als Onkel
- 1967: Korczak und die Kinder
- 1968: Ich war neunzehn
- 1968: Rote Bergsteiger (2 Folgen als Emil Grimm)
- 1970: Der Streit um den Sergeanten Grischa
- 1971: Goya
- 1972: Sechse kommen durch die Welt
- 1972: Es ist eine alte Geschichte
- 1973: Aus dem Leben eines Taugenichts
- 1974: Leben mit Uwe
- 1975: Till Eulenspiegel
- 1975: Polizeiruf 110 – Ein Fall ohne Zeugen
- 1975: Bankett für Achilles
- 1976: Das Licht auf dem Galgen
- 1977: Tambari